# BMW F52
F52 est la désignation interne de la BMW Série 1 tricorps.

## Histoire

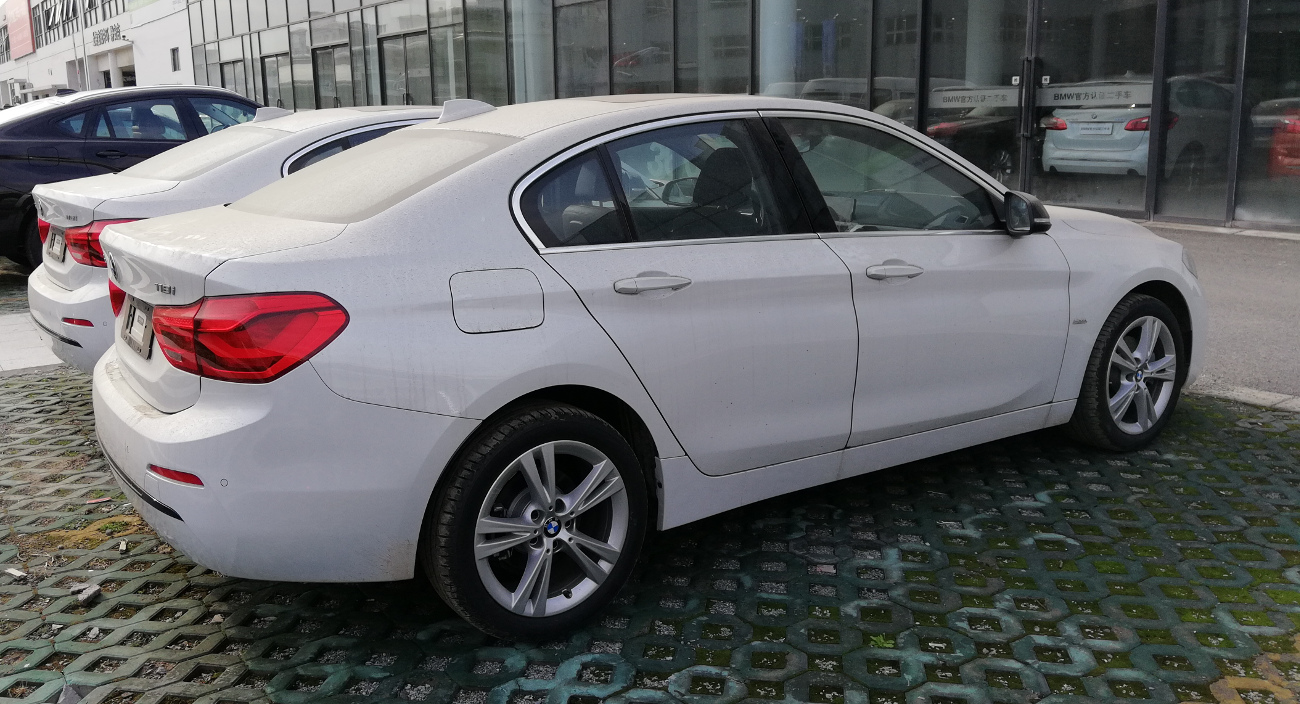
Vue arrière

Le véhicule est construit en Chine par BMW Brilliance Automotive et il a officiellement fait ses débuts au Salon de l'auto de Guangzhou 2016. La berline tricorps est disponible dans les concessions chinoises depuis le 27 février 2017. Contrairement au modèle F20 à hayon et à propulsion arrière disponible en Europe, la F52, comme la deuxième génération du X1, est basée sur la plate-forme UKL2 de BMW et est donc proposée de série avec la traction avant. La F52 est également disponible au Mexique depuis mi-2018.